# 複数政党制
複数政党制（ふくすうせいとうせい、英: Multi-party system）とは、政党制の一つ。競合的政党制、支配政党制、二党制、多党制とも。政治学者のトウマス・ドレイン・シェーファが提唱した。多党制のメリットとして、国民の多様な意見を反映することができ、世論に基づいた政治運営・連立政権等の弾力性のある政治運営につながりやすいという点が挙げられる。一方、デメリットとしては、細かい軌道修正が多くなる結果政権・政治運営が不安定となり、また政治責任の所在が不明確となるという点が挙げられる。対義語は、一党制である。

## 概要
多数派の二大政党が政権を争う場合（二大政党制）や、多数の少数政党が乱立して連立内閣を組織する場合などがある。前者は、アメリカやイギリスなどがその代表的な例で、後者はフランス、イタリアなどがその例となる。そのほか、単独で内閣を組織できる大政党と中小の少数派野党というケースもある。
開発途上国では、複数政党制と平和的政権交代を定着させることが課題である。
ソ連においては、社会革命党左派が政権から離脱した後、ソ連共産党による一党支配が行われたものの、スターリン主義体制に反対したレフ・トロツキーは、「ソ諸党」の合法化を主張した（『裏切られた革命』など）。

## 範疇

### 支配的なもの
- 複数政党制（大政翼賛会支配下の日本、統一ロシア支配下のロシアなど）

#### 非競合的なもの
- ヘゲモニー政党制（旧東ドイツ、中華人民共和国、朝鮮民主主義人民共和国などの社会主義国やカザフスタンなどの開発途上国における事実上の一党独裁制。複数政党が存在するものの、特定の政党が国家を指導・支配）

#### 競合的なもの
- 一党優位政党制（55年体制下の日本など）
- 二大ブロック制（アメリカ、イギリス、カナダ、オーストラリア、フランス、イタリアなど）
- 穏健な多党制（現在のドイツなど）
- 分極的多党制（ヴァイマル共和国時代のドイツなど）
- 原子化政党制（マレーシアなど）